# Liste der Einträge im National Register of Historic Places in der Municipality of Anchorage
Die Liste der Registered Historic Places in Anchorage führt alle Bauwerke und historischen Stätten in der Municipality of Anchorage im US-Bundesstaat Alaska auf, die in das National Register of Historic Places aufgenommen wurden.

## Anchorage
- A. E. C. Cottage No. 23
- Alaska Engineering Commission Cottage No. 25
- Anchorage Cemetery
- Anchorage City Hall
- Anchorage Depot
- Anchorage Hotel Annex
- Beluga Point Site
- Campus Center
- Civil Works Residential Dwellings
- Eklutna Power Plant
- Federal Building-U.S. Courthouse
- Fourth Avenue Theatre (AHRS Site No. ANC-284)
- KENI Radio Building
- Kimball’s Store
- Leopold David House
- Loussac-Sogn Building
- Oscar Anderson House
- Oscar Gill House
- Pioneer School House
- Potter Section House
- Site Summit
- Wendler Building

## Chugiak
- Spring Creek Lodge

## Eklutna
- Mike Alex Cabin
- Old St. Nicholas Russian Orthodox Church

## Girdwood
- Crow Creek Consolidated Gold Mining Company
- Mt. Alyeska Roundhouse

## Indian
- Indian Valley Mine